# آلفرخا
آلفرخا (به اسپانیایی: Alforja, Tarragona) یک شهرستان در اسپانیا است که در استان تاراگونا واقع شده‌است.